# Косьцежский повет
Косьцежский повят (пол. Powiat kościerski) — повят (район) в Польше, входит как административная единица в Поморское воеводство. Центр повята — город Косьцежина. Занимает площадь 1165,85 км². Население — 71 537 человек (на 30 июня 2015 года).

## Административное деление
- города: Косьцежина
- городские гмины: Косьцежина
- сельские гмины: Гмина Дземяны, Гмина Карсин, Гмина Косьцежина, Гмина Линево, Гмина Липуш, Гмина Нова-Карчма, Гмина Стара-Кишева

## Демография
Население повята дано на 30 июня 2015 года.
| Перепись            | Всего  | Мужчины | Женщины |
| ------------------- | ------ | ------- | ------- |
|                     | чел.   | чел.    | чел.    |
| Всего               | 71 537 | 35 825  | 35 712  |
| Городское население | 23 752 | 11 512  | 12 240  |
| Сельское население  | 47 785 | 24 313  | 23 472  |